# Louis Sparre

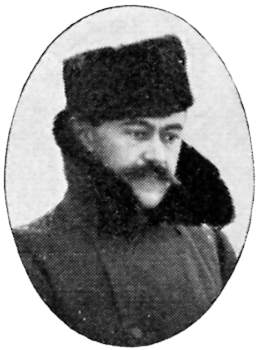
Louis Sparre, 1901

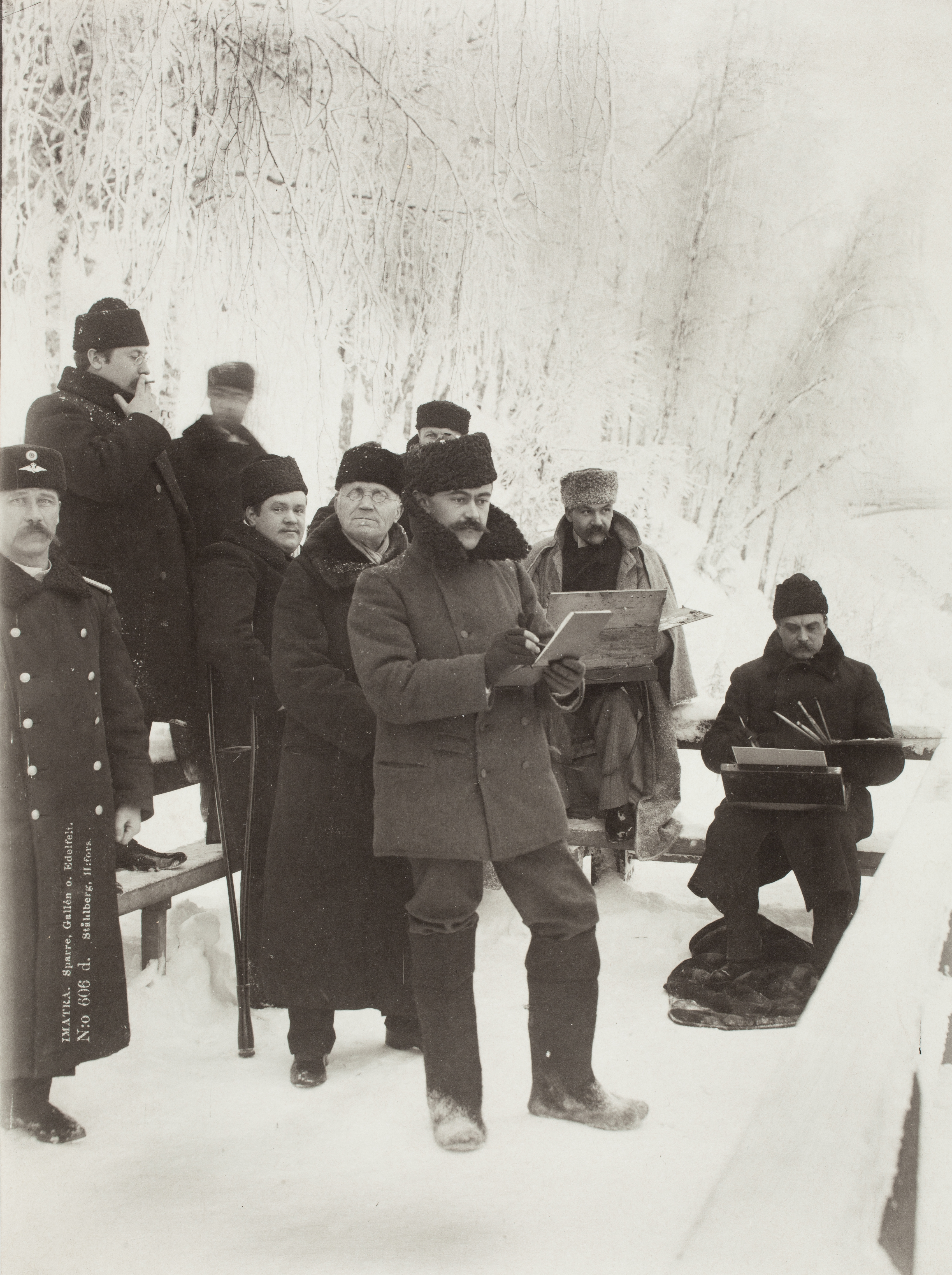
Sparre, Axel Gallén and Albert Edelfelt (1890)

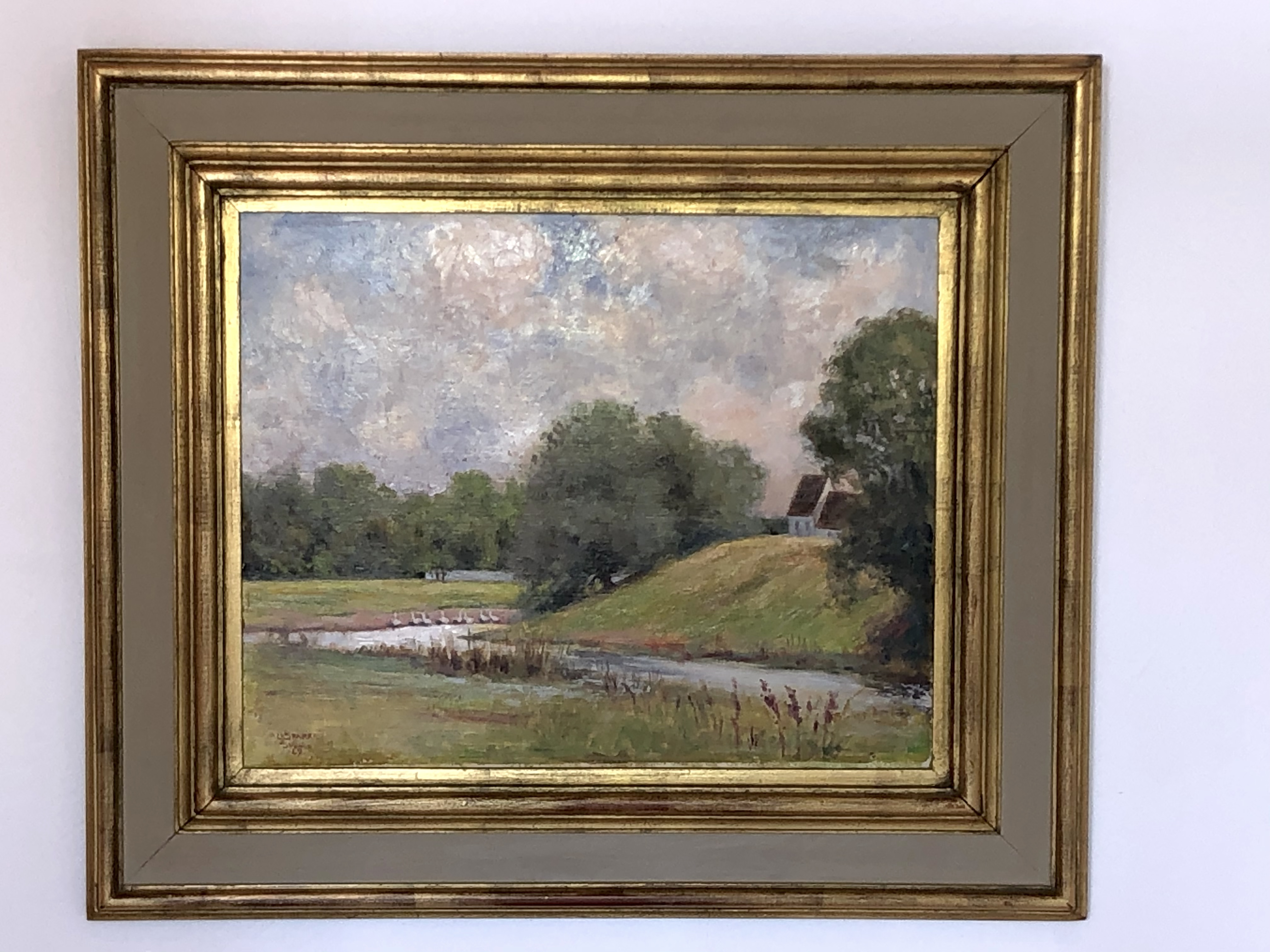
Louis Sparre, Öl auf Holz, signiert Skanör -47

Louis Pehr Graf Sparre af Söfdeborg (* 3. August 1863 in Gravellona Lomellina, Italien; † 26. Oktober 1964 in Stockholm) war ein schwedischer Maler und Fechter.

## Leben
Louis Sparre war ein Sohn von Pehr Ambjörn Sparre (1828–1921) aus altem schwedischem Adelsgeschlecht und dessen Ehefrau Terasita Adèle Josefa Gaëtana Barbavara di Gravellona (1844–1867). Er studierte in Paris und lernte dort den finnischen Maler Akseli Gallen-Kallela kennen. Nachdem er 1889 ein erstes Mal Finnland besucht hatte, ließ er sich dort im Jahr 1891 nieder. Er heiratete die graphische Formgeberin Eva Mannerheim-Sparre.
Sparre arbeitete als Illustrator und Maler. Er begeisterte sich für den Karelianismus und reiste 1892 in das russische Karelien, in der Hoffnung, dort das ursprüngliche finnische Volk zu finden. Er arbeitete am 1898 veröffentlichten Buch Finnland im 19. Jahrhundert mit, das in der Welt für eine Unabhängigkeit Finnlands warb.
1897 gründete er in Porvoo die Aktiengesellschaft Iris, die moderne, künstlerisch gestaltete Gebrauchsartikel herstellen sollte. Sparre fungierte dort als Möbeldesigner und künstlerischer Leiter. Er berief Alfred William Finch als Leiter der Keramikabteilung. Iris erstellte gemeinsam mit der Vereinigung Freunde der finnischen Handarbeit den finnischen Pavillon auf der Weltausstellung Paris 1900. 1902 ging Iris bankrott. Sparre arbeitete  zunächst gemeinsam mit seiner Ehefrau noch als Innenarchitekt und Möbeldesigner in Finnland, siedelte dann jedoch 1908 nach Schweden.
Sparre war auch Fechter. Im Jahr 1912 nahm er für Schweden an den in Stockholm ausgetragenen Olympischen Sommerspielen teil. Im Degen-Einzel schied er dabei im Viertelfinale aus und im Degen-Mannschaftswettkampf wurde er mit Schweden Vierter.